# Stephan von Gyulay

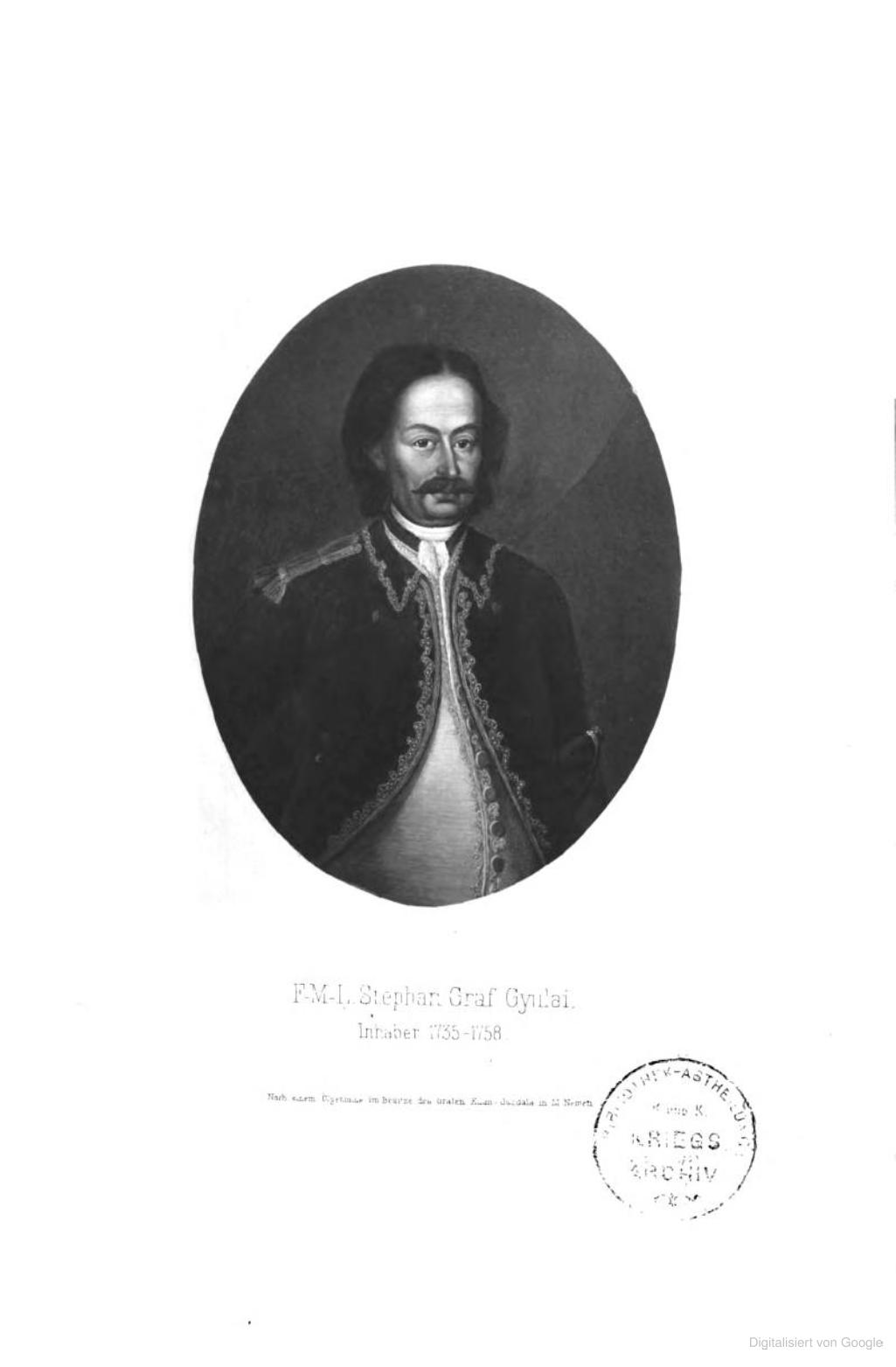
Stephan von Gyulay († 1758)

Graf Stephan von Gyulay († 10. Oktober 1758) war K.k. Feldmarschall-Lieutenant und Inhaber des Infanterie-Regiments Nr. 51.
Er entstammt dem alten siebenbürgischen Geschlecht der Gyulay. Sein Vater Franz II. von Gyulay wurde 1694 in den Freiherrn- und 1701 in den Grafenstand erhoben. Sein Bruder Franz (III.) (1674–1728) war ebenfalls Feldmarschall-Lieutenant.
Gyulay ging in österreichische Dienste und kam 1726 als Oberstwachtmeister in das Infanterie-Regiment Nr. 51. Im Jahr 1727 wurde er zum Oberstleutnant und 1734 Obersten und Kommandeur des Regiments. Am 2. Mai 1735 wurde er zum Inhaber des Infanterie-Regiments ernannt. Als solcher wurde er am 16. März 1741 zum General-Feldwachtmeister und am 6. Juli 1752 zum Feldmarschall-Lieutenant befördert. Er starb am 10. Oktober 1758 und wurde in der Schlosskapelle von Maros-Némethy bei Déva beigesetzt.
Gyulay heiratete Judit Bánffy de Losoncz. Das Paar hatte mehrere Kinder:
- Franz († 21. November 1787), k.k. Generalmajor ⚭ Karoline Haller de Hallerkeö
- József ⚭ Mária Jósika de Branyicska
- László
- Katharina ⚭ Gábor Alvinczi